# Söderala
Söderala is een plaats in de gemeente Söderhamn in het landschap Hälsingland en de provincie Gävleborgs län in Zweden. De plaats heeft 961 inwoners (2005) en een oppervlakte van 168 hectare.

## Verkeer en vervoer
Bij de plaats loopt de Riksväg 50.